# Зеленовский (Волгоградская область)
Зелено́вский — хутор во Фроловском районе Волгоградской области России. Входит в  Пригородное сельское поселение

## География
Хутор расположен в 31 км севернее посёлка Пригородный на реке Лычак.

## Инфраструктура
На юге от хутора возведена плотина, есть пруд.
В 5 км юго-западнее в хуторе Короли расположен остановочный пункт  Зеленовский (железнодорожная линия «Москва—Волгоград»).
Дороги грунтовые. В хуторе имелись: магазин, школа, детский сад, дом культуры. Также располагалось отделение совхоза, имущество которого сейчас принадлежит фермеру.

## История
До 1918 года хутор входил в Раздорский юрт Усть-Медведицкого округа Области Войска Донского.

## Население
Сейчас в хуторе живёт 30-40 жителей. За последние 20-30 лет хутор потерял более 1000 жителей.